# Tetrastigma corymbosum
Tetrastigma corymbosum är en vinväxtart som beskrevs av David Geoffrey Long. Tetrastigma corymbosum ingår i släktet Tetrastigma och familjen vinväxter. Inga underarter finns listade i Catalogue of Life.